# Светодиодная лампа
Светодиодные лампы, или светодиодные светильники, — экономичные источники света, основанные на светодиодах. Применяются для бытового, промышленного и уличного освещения, ввиду удешевления технологии изготовления светодиодов на текущий момент (2023 год) нашли очень широкое применение повсеместно.
Различают законченные устройства — светильники и элементы для светильников — сменные лампы. Для освещения в лампах чаще применяют белые светодиоды разного типа. Для декоративных целей применяют лампы либо с цветными светодиодами (в том числе и RGB), либо с белыми светодиодами и цветными колбами.
Наиболее эффективные серийно выпускаемые светодиодные лампы имеют эффективность 200 люмен на ватт (лм/Вт). По прогнозам, рынок светодиодных ламп вырастет с 75,8 млрд долларов в 2020 году до 160 млрд долларов в 2026 году.

## История
Первый светодиод, работающий в видимом диапазоне, был разработан в 1962 году группой Ника Холоньяка («отца светодиодов») — американского профессора в компании General Electric. Однако они были маломощными и производили свет только на низких красных частотах спектра. В 1968 году были представлены первые коммерческие светодиодные лампы: светодиодный дисплей Hewlett-Packard, который был разработан под руководством Говарда Бордена и Джеральда П. Пигини, а также светодиодная индикаторная лампа компании Monsanto. Однако ранние светодиодные лампы были неэффективны и могли отображать только темно-красные цвета, что делало их непригодными для общего освещения и ограничивало их использование числовыми дисплеями и индикаторными лампами.

## Светодиодный светильник
Светодиодный светильник — самостоятельное устройство. Корпус светильника чаще всего уникален, специально спроектирован под светодиодный источник освещения. Конструктивно такой светильник состоит из цоколя, металлического корпуса, служащего одновременно радиатором, платы со светодиодами, электронного драйвера (преобразователя питания) и полупрозрачной пластмассовой полусферы. Иногда светодиодным светильником называют традиционный светильник с установленной сменной светодиодной лампой. Однако, специально спроектированный светильник обладает бо́льшей энергоэффективностью и надёжностью. Светодиодные источники света в основном используются для направленного или местного освещения по причине особенностей полупроводникового излучателя светить преимущественно в одном направлении.

### Типы светильников
Все типы светильников можно разделить на три группы:
- Светодиодные светильники для улиц, парков, дорог, для архитектурного освещения[8]. Выполняются в защищенном от влаги и пыли корпусе, кроме того, корпус обычно выполняет роль теплоотвода и изготавливается из хорошо проводящих тепло материалов[9].
- Светильники для производственных целей, ЖКХ и офисов. К изделиям предъявляются повышенные требования по качеству освещения, в том числе к стабильности и цветопередаче, условиям эксплуатации[10]. Такие светильники чаще производятся в антивандальном исполнении, укомплектованы специальной отвёрткой и специальными саморезами, защищающими корпус от несанкционированного вскрытия. Рассеиватель у современных антивандальных светильников для ЖКХ выполнен из поликарбоната, который в десятки раз крепче традиционного стекла.
- Светильники для бытовых нужд обычно выпускаются невысокой мощности, но должны удовлетворять многочисленным требованиям к качеству освещения, электробезопасности, пожароопасности и, в немалой степени, — к внешнему виду. Зачастую бытовые светильники имеют сменные лампы.

Кроме указанных применений, светодиодные светильники хорошо подходят для освещения музеев и раритетов, поскольку спектр лампы не содержит ультрафиолетовой составляющей.

#### Светильники для уличного освещения
Светильники для улиц, парков и дорог должны удовлетворять многим критериям. Основные особенности, которые необходимо учитывать:
- Экономия электроэнергии. Светильники для улицы освещают большие территории и особенно важно, чтобы бо́льшая часть излучаемого света направлялась на освещаемую поверхность. Светодиодные приборы наиболее удовлетворяют таким требованиям в исполнениях прямого света и преимущественно прямого света (классификация по ГОСТ 34819—2021[13]) и позволяют получить экономию электроэнергии даже по сравнению с аналогичными газоразрядными лампами высокого давления и натриевыми лампами.
- Прочность конструкции и защищенность от воздействия окружающей среды, влагостойкость. Корпус устройства должен быть сконструирован так, чтобы мусор, испражнения птиц и атмосферные осадки (дождевая вода, снег) не скапливались на поверхности светильника и не ухудшали его охлаждающую способность, прозрачность защитного стекла, тем самым сохраняя характеристики в течение всего срока службы и не давая ему перегреваться.
- Цветопередача. Светодиодные источники освещения в большинстве обладают лучшими характеристиками цветопередачи. Кроме того, цветовой оттенок и индекс цветопередачи могут быть подобраны при выборе светильника для конкретного приложения.
- Срок службы светодиодных ламп значительно превышает срок службы традиционных уличных источников освещения. Однако, светодиодные источники света чувствительны к повышенной температуре и при недостаточном охлаждении драйвера и самих светодиодов срок службы может быть значительно снижен.
- Равномерность освещения зависит от конструкции светильника и в большинстве обеспечивает необходимую диаграмму направленности для светильников прямого света.
- Цена светодиодного светильника зачастую значительно выше аналогичных традиционных устройств освещения. Но, поскольку замена ламп в традиционных устройствах наружного освещения связана со значительными затратами, требует специального оборудования, использование светодиодных устройств в некоторых случаях даёт ощутимую экономию в ближайшей перспективе применения.

#### Светильники для производственных целей, офисов и ЖКХ
Светильники предназначены для автоматического управления освещением в жилых домах и общественных местах, а также в производственных, офисных, складских и иных помещениях: лестничные клетки и марши подъездов, коридоры и переходы, козырьки и тамбуры, подвалы и чердаки, лифты и лифтовые площадки, комнаты и подсобные помещения, предподъездные территории, подземные автостоянки, а также другие второстепенные помещения, требующие ухода и освещения. Часто такие светильники оснащаются пироэлектрическим датчиком движения и реле, и включаются автоматически при нахождении в освещаемой зоне людей, и также автоматически выключаются спустя установленное время после срабатывания.

## Сменная светодиодная лампа
Сменная светодиодная лампа — осветительный прибор, устанавливаемый в существующий светильник, изначально предназначенный как для установки сменных светодиодных ламп, так и для установки ламп другого типа — люминесцентных, накаливания, галогенных, возможно, с некоторой доработкой. В настоящее время выпускаются светодиодные лампы практически под все существующие типы цоколей. Лампы выпускаются мощностью до 40 Вт и предназначены для установки в бытовые осветительные устройства — настольные светильники, потолочные светильники, бра — как быстрая замена менее экономичных традиционных ламп без изменения дизайна и конструкции. Производители, кроме напряжения питания, потребляемой мощности и типа цоколя, указывают оттенок белого света (цветовую температуру, как правило, 2700-3000 K, 4000 K, 6000 K), класс энергоэффективности, срок службы лампы и мощность лампы накаливания сравнимой яркости.
Распространённые виды сменных светодиодных ламп:
- Лампы с плоской платой и рассеивателем. Как правило, имеют форму «груши», «свечи» или софита. Могут быть оснащены качественным радиатором и драйвером — для него в такой лампе достаточно много места. Бывают также лампы, сделанные по технологии Chip-On-Board (COB). Недостаток такой схемы — сложно получить лампу, диаграмма направленности которой не имеет значительного провала в сторону цоколя, для этого приходится делать достаточно крупногабаритный рассеиватель.
- Лампа-«кукуруза». Собирается из нескольких плат в форме многогранной призмы, на каждую плату устанавливается несколько маломощных светодиодов, сверху может накрываться колпаком из оргстекла с отверстиями для охлаждения. По форме такая лампа напоминает кукурузный початок. Лампы-«кукурузы» дают более всенаправленную диаграмму распределения света, и потому не требуют крупногабаритных рассеивателей. Как правило в лампах-кукурузах светодиоды плохо охлаждаются, отчего быстро теряют яркость или выходят из строя.
- Филаментные лампы — внешне похожи на ранние лампы накаливания, благодаря чему могут использоваться в декоративных светильниках, рассчитанных на прозрачные лампы накаливания. В таких лампах светодиоды выращиваются на стеклянной подложке, соединяются последовательно в группы, как правило по 28 светодиодов, что позволяет упростить драйвер, так как одна такая «нить» питается напряжением около 100 вольт — благодаря этому не требуется преобразование напряжения, достаточно лишь ограничения тока и выпрямления. С другой стороны, места для преобразователя и радиаторов охлаждения в таких лампах очень мало. В дешёвых филаментных лампах используются простейшие выпрямители даже без сглаживающих конденсаторов.
- Линейные лампы — предназначены для замены линейных люминесцентных ламп. Для этого из светильника извлекаются балластные дроссели и стартеры (либо электронные пускорегулирующие аппараты).
- Специальные лампы — для замены индикаторных ламп, ламп со специальным цоколем и т. д. Выполняются в форме заменяемой лампы.

Разработаны светодиодные лампы, спектр которых более близок к спектру естественного освещения (в частности, уменьшен «пик» в синей части спектра). Их разработка вызвана тем, что широкое использование энергосберегающих, гигиенически менее совершенных источников света, способствовала развитию различных нарушений здоровья людей.
- Филаментная лампа
- Лампа ранних моделей с двухконтактными светодиодами каждый в пластмассовом корпусе
- Лампа с SMD-светодиодами на плоской плате со снятым рассеивателем
- Лампа типа «кукуруза» с белыми SMD-светодиодами
- Лампа с цоколем R7S для установки в прожектор
- Лампы со светодиодами на подложках в виде лепестков
- Лампа для цоколя G9 для замены галогенной лампы
- Лампа «софитного» типа под цоколь GU10
- Линейные лампы
- Светодиодная линейная лампа для установки взамен ртутных трубчатых люминесцентных ламп
- Светодиодный светильник 40 Вт, 60×60 см, взамен стандартных светильников с 4 трубчатыми люминесцентными лампами по 18-20 Вт
- Автомобильные светодиодные лампы
- Миниатюрные светодиодные лампы с COB- (3 слева) и SMD-светодиодами белого свечения